# توم فلين
توم فلين (بالإنجليزية: Tom Flynn)‏ هو لاعب كرة قدم أمريكية أمريكي، ولد في 24 مارس 1962 في فيرونا ‏ في الولايات المتحدة.

## وصلات خارجية
- توم فلين على موقع مرجع كرة القدم المحترفة.كوم (الإنجليزية)